# 悦楽交差点
『悦楽交差点』（えつらくこうさてん）は2015年12月18日に成人映画として公開され、2016年8月21日にR15+指定として再編集の上公開された日本映画。脚本・監督は城定秀夫。2015年12月公開時の正式タイトルは『悦楽交差点　オンナの裏に出会うとき』。第28回ピンク大賞優秀作品賞受賞作。主演の古川いおりは同賞で新人女優賞を受賞。

## 概略
2015年12月18日公開の成人映画『悦楽交差点　オンナの裏に出会うとき』として劇場初公開。2016年8月21日、「OP PICTURES＋」作品として濡れ場を削減し、R-15編集に直し一般劇場公開。ストーカー劇をスリリングに描く。
2020年10月の「OP PICTURES+フェス2020」でリバイバル上映。
主人公・春生と真琴の出会いは新宿・大ガード下の横断歩道であり、このほかにも要所要所で西新宿が舞台として使用されている。

## ストーリー
繁華街で交通調査を行う春生は行き交う女性を目で追い、機械的にカウントする。その中で一人の女性、川島真琴に目を付けた。その後、彼は5年間にわたり彼女を追い、年齢、氏名、職場を調査。ついに住所も調べ上げた。自宅を彼女の家の近くに引っ越し、壁には彼女の写真を張り巡らし、双眼鏡で家を覗く日々に満悦。行動記録ノートを取るのが日課となっていた。ある日、彼は気づく。川島真琴の夫である幹也が他の女性と不倫しているという事実を。

## 登場人物
川島真琴
演 - 古川いおり
春生の通行量調査でちょうど1000人目になった女性。春生に行動を付けられている。
小松春生
演 - 麻木貴仁
通行量調査をしているフリーター。
麻衣
演 - 福咲れん
川島幹也の不倫相手であり部下。苗字は池上。
ミチコ
演 - 佐倉萌
ベテラン売春婦。
川島幹也
演 - 田中靖教
川島真琴の夫。
山田
演 - 久保奮迅

中島
演 - 沢村純

工場長
演 - 森羅万象

交通量調査のバイト
演 - 伊藤三平

キャッチの男
演 - 杉浦友哉

宗教男
演 - 岩尾匡哲

ミチコの客
演 - 名田靖

タックン
演 - 渋谷将

白衣の男
演 - 橋本雄大

警官
演 - 飛田敦史

## スタッフ
- 監督・脚本・編集：城定秀夫
- プロデューサー：久保獅子
- 撮影・照明：田宮健彦
- 音楽：林魏堂
- 助監督：伊藤一平
- スチール：本田あきら
- 録音：小林徹哉
- ヘアメイク：megumi
- 演出部応援：島崎真人、寺田瑛
- 制作応援：名田仙夫
- 脚本協力：城定由有子
- 製作：Production Lenny
- 配給：オーピー映画